# Макс Томас
Макс Томас (Max Thomas; 4 серпня 1891, Дюссельдорф — 6 грудня 1945, Вюрцбург) — німецький медик і офіцер, группенфюрер СС і генерал-лейтенант поліції (9 листопада 1942). Командир айнзацгрупи C, що здійснювала масові вбивства в Україні.

## Біографія
Учасник Першої світової війни, служив в 7-му і 270-му артилерійських полках. У 1919 році був демобілізований з рейхсверу. До 1922 року вивчав юриспруденцію і медицину. 11 листопада 1922 року отримав ступінь доктора медицини. В 1930-х роках. — практикуючий психіатр. 1 травня 1933 року вступив в НСДАП (квиток №1 848 453), в липні 1933 року — в СС (посвідчення №141 341). Томас був членом міського муніципалітету Фріцлара. 1 січня року 1935 зарахований до Головного управління СД. 28 червня 1937 року переведений в Особистий штаб рейхсфюрера СС. 1 лютого 1939 року очолив оберабшніт СД «Рейн». Пізніше служив інспектором поліції безпеки і СД у Вісбадені. З червня 1940 по осінь 1941 року — командир поліції безпеки і СД в Бельгії і Північній Франції. У жовтні 1941 року змінив Отто Раша на посаді керівника айнзацгрупи З. До кінця 1941 році айнзацгрупа знищила 26 000 чоловік. У березні 1942 року призначений на посаду командира поліції безпеки і СД в Києві. Томас був відповідальним за «розпуск» гетто для українських євреїв, з яких 300 000 були вбиті. Через численні поранення залишив пост керівника айнзацгрупи і в березні 1943 року призначений вищим керівником СС і поліції на Чорному морі. Однак авіакатастрофа в грудні 1943 року призвела до того, що 25 квітня 1944 року він був переведений в резерв. Після війни переховувався під ім'ям Карла Бранденбурга і займався медичною практикою. Наприкінці 1945 року зробив спробу самогубства і помер в лікарні.

## Нагороди
- Залізний хрест 2-го і 1-го класу
- Нагрудний знак «За поранення» в чорному
- Почесний хрест ветерана війни з мечами
- Почесна шпага рейхсфюрера СС
- Кільце «Мертва голова»
- Медаль «За вислугу років у СС» 4-го і 3-го ступеня (8 років)
- Застібка до Залізного хреста 2-го і 1-го класу
- Хрест Воєнних заслуг 2-го і 1-го класу з мечами
- Нагрудний знак «За боротьбу з партизанами»